# Coelioxys coturnix
Coelioxys coturnix is een vliesvleugelig insect uit de familie Megachilidae. De wetenschappelijke naam van de soort is voor het eerst geldig gepubliceerd in 1884 door Pérez.